# Florestine av Monaco
Florestine Gabrielle Antoinette av Monaco, född 1833, död 1897, var en monegaskisk prinsessa. Hon var dotter till furst Florestan I av Monaco och Maria Caroline Gibert de Lametz. Hon gifte sig med greve Wilhelm av Urach 1863 i Monaco. 
Florestina avsade sig inte sin arvsrätt till Monacos tron vid sitt giftermål 1863. Därför gjorde hennes son Wilhelm 1918 anspråk på att bli Monacos tronarvinge efter Florestines barnlöse brorssonson Ludvig II av Monaco. Detta förhindrades dock av Frankrike, som inte ville ha en tysk regent i Monaco efter första världskriget, där Frankrike slagist mot Tyskland.